# Surajkaradi
Surajkaradi è una suddivisione dell'India, classificata come census town, di 16.793 abitanti, situata nel distretto di Jamnagar, nello stato federato del Gujarat. In base al numero di abitanti la città rientra nella classe IV (da 10.000 a 19.999 persone).

## Geografia fisica
La città è situata a 22° 25' 37 N e 69° 01' 03 E.

## Società

### Evoluzione demografica
Al censimento del 2001 la popolazione di Surajkaradi assommava a 16.793 persone, delle quali 8.748 maschi e 8.045 femmine. I bambini di età inferiore o uguale ai sei anni assommavano a 2.502, dei quali 1.322 maschi e 1.180 femmine. Infine, coloro che erano in grado di saper almeno leggere e scrivere erano 8.513, dei quali 5.253 maschi e 3.260 femmine.